# Eduard Rogenmoser
Eduard Rogenmoser (* 1885; † 1948) war ein Schweizer Hobby-Fotograf mit professionellem Einschlag und arbeitete außerdem als Posthalter in Alosen, Oberägeri.

## Leben
In der Zeit von 1910 bis 1939 fotografierte Eduard Rogenmoser seine Familie, Fahrzeuge und seine Umgebung. Darüber hinaus schuf er auf Auftrag auch Porträts und Gruppenfotos und verkaufte selbst abgezogene Postkarten mit Bildern aus der Umgebung von Alosen. 
Rogenmoser hatte großes Interesse an neuen technischen Entwicklungen. In seinem Heimatort sorgte er dafür, dass sowohl eine Telefonleitung, als auch eine Straßenbeleuchtung (1911) installiert wurden. Dort war er auch einer der ersten Einwohner, die sich mit Phonograph und Radiogerät ausrüsteten. Selbiges gilt auch für Motorrad und Automobil, was ihn, zusammen mit seiner Konstruktion diverser motorisierter Vehikel, im ganzen Ägerital bekannt machte.

## Werk
Wegen seiner Leidenschaft für den technischen Fortschritt fotografierte er häufig Motorräder, Autos, Trams, Busse und gelegentlich auch Pferdefuhrwerke. Das Auto stellte er sowohl als nützliches Transport- als auch Arbeitshilfsmittel dar. Fotografien eines Steinbruchs mit Kran und Lastwagen und ein Telegraf im Postbüro zeigen die Anwendung moderner Technik im Alltag. Seine Gruppenfotos zeigen Bauernfamilien, die im Sonntagsgewand vor ihrem Hof stehen.
Ungefähr 1300 seiner Glasnegative sind erhalten geblieben und bilden ein aufschlussreiches Zeitdokument über den Einfluss der technischen Entwicklung auf das Leben der Bevölkerung im Ägerital.